# Ann O'Connor Alabaster
Ann O'Connor Alabaster, född 1842, död 1915, var en nyzeeländsk skolledare. 
Ann O'Connor Warner var född i Oxford som dotter till Sarah Lyne och dennas make, skomakaren Robert Warner. Hon arbetade som lärare då hon 1858 mötte prästen Charles Alabaster (död 1865) och gifte sig med honom. Paret emigrerade till Nya Zeeland och anlände till Lyttelton året därpå. Makens hälsa försämrades snart så han tvingades dra sig tillbaka från aktiv tjänst, och Ann O'Connor öppnade 1862 Lincoln Cottage Preparatory School, en sekundärskola för pojkar som ville studera vid Christ's College. Hennes skola fick mycket gott rykte och blev den kanske mest ansedda i kolonin, med flera framstående personer bland sina elever. Hon avvecklade skolan 1882, sedan en ny skola hade öppnats och hon inte längre behövde försörja in familj. Hon öppnade sedan ett pensionat för kvinnor och gifte 1891 om sig med prästen Francis Knowles. 